# Waibstadt
Waibstadt är en stad i Rhein-Neckar-Kreis i regionen Rhein-Neckar i Regierungsbezirk Karlsruhe i förbundslandet Baden-Württemberg i Tyskland.
Staden ingår i kommunalförbundet Waibstadt tillsammans med staden Neckarbischofsheim  och kommunerna Epfenbach, Helmstadt-Bargen, Neidenstein och Reichartshausen.